# Хорватское домобранство
Хорватское домобранство (хорв. Hrvatsko domobranstvo или сокращенно Domobrani — Хорватские силы самообороны) — вооружённые силы Независимого государства Хорватия, марионеточного государства нацистской Германии и фашистской Италии, существовавшие в 1941—1944 годах. 
Вооружённые силы образованы после оккупации Югославии и воевали на стороне стран «оси» во Второй мировой войне. В ноябре 1944 года, путём слияния с милицией усташей, были преобразованы в Хорватские вооружённые силы (хорв. Hrvatske oružane snage). На пике боевой активности в 1943 году численность домобранства превышала 130 000 человек. Всего через его ряды прошло от 180 000 до 200 000 человек, из которых примерно 125 000 погибло во время войны.

## Образование
Хорватские силы самообороны были основаны с разрешения немецких оккупационных властей в апреле 1941 года, через несколько дней после образования Независимого государства Хорватия, вследствие распада Королевства Югославия. Перед хорватскими вооружёнными силами была поставлена задача защиты новообразованного государства как от внешних, так и от внутренних врагов.
Название было взято от древнего Королевского хорватско-венгерского ополчения — хорватской разновидности венгерского военного формирования, известного как гонвед, в составе бывшей австро-венгерской армии.
Следует учесть, что некоторое количество хорват уже имело опыт военной службы в вооружённых силах Австро-Венгрии (ещё до начала Первой мировой войны хорваты были в числе солдат-колонистов в южном приграничном районе).
С самого начала своего существования хорватские вооружённые силы испытывали недостаток в вооружении (особенно в тяжелом) и снаряжении. Артиллерийские батальоны, к примеру, имели только по две батареи взамен обычных трёх-четырёх. Бронетанковых частей было немного, реально они не имели танков вообще, а только несколько бронемашин. Стрелковое оружие, доставшееся большей частью от Югославской королевской армии, отвечало требованиям скорее Первой мировой войны, нежели современным стандартам. Аналогичные проблемы были с авиацией и боевыми кораблями.
Для формирования домобранства использовались кадры, вооружение, снаряжение, казармы, технические средства бывшей Югославской королевской армии. В связи с начавшимся в июле 1941 года коммунистическо-четническим восстанием против усташей и немецких оккупантов обучение хорватских войск происходило в спешном порядке. Большую помощь в создании вооружённых сил оказали 838 офицеров и генералов, некогда служивших в австро-венгерской армии, и 2662 офицера и генерала бывшей Югославской королевской армии, которые в 1941 году добровольно вступили в домобранство и жандармерию.

## Устройство и первый боевой опыт

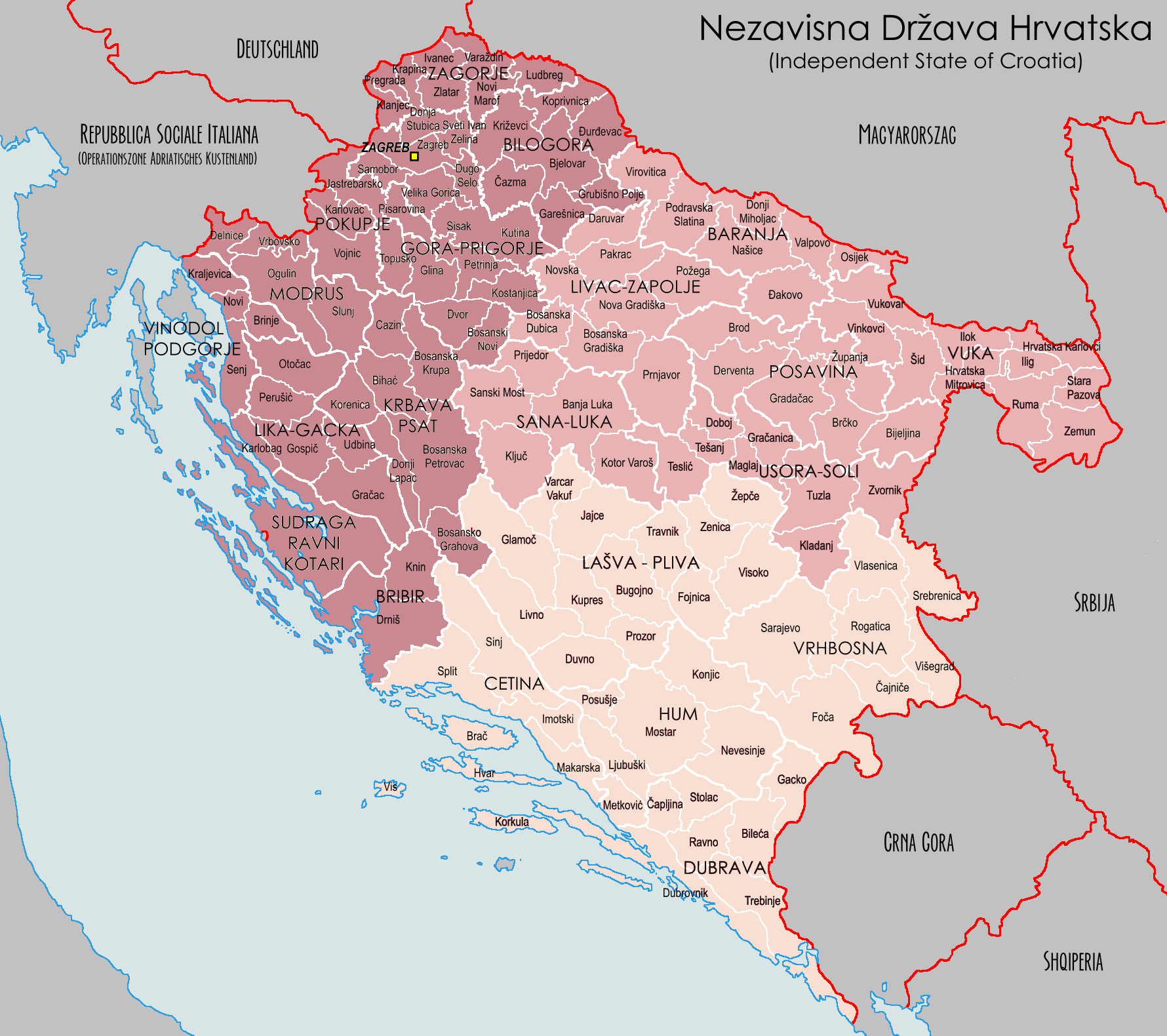
Территориальная структура Хорватского домобранства

Хорватское домобранство первоначально ограничивалось 16 пехотными батальонами и 2 кавалерийскими эскадронами — всего 16 000 человек. Первоначальные 16 батальонов были вскоре, в течение мая — июня 1941 года, развёрнуты в 15 пехотных полков двухбатальонного состава, из которых было составлено пять дивизий общей численностью примерно 55 тысяч человек. Подразделения поддержки включали 35 лёгких танков, поставленных Италией, четыре инженерных батальона, 10 артиллерийских батальонов (оснащённых захваченными у Королевской югославской армии 105-мм орудиями чешского производства), кавалерийский полк в Загребе и отдельный батальон кавалерии в Сараево. Два отдельных мотопехотных батальона базировались в Загребе и Сараево соответственно.
Новообразованное военное формирование участвовало в подавлении восстания сербов в Восточной Герцеговине в июне 1941 г. и воевало в июле того же года в Восточной и Западной Боснии. Ещё раз оно вело бои в Восточной Герцеговине, когда хорватско-далматинские и славонские батальоны (укомплектованные в «Старой Хорватии») усилили местные хорватские подразделения. В конце 1941 года контингенты НДХ состояли из 85 000 ополченцев и сил национальной полиции численностью около 6000 человек.
В январе 1942 года молодая Хорватская армия вытеснила партизан из Восточной Боснии назад в Черногорию, но не смогла помешать их дальнейшему продвижению в Западную Боснию. 8 мая 1942 г. две группы титовских партизан (под общ. командованием Ивана Хариша) взорвали виадук на железной дороге Бихач-Суня, нарушив тем самым сообщение Центральной Хорватии с Боснией. Для борьбы с мобильными партизанскими группами обычные пехотные дивизии оказались слишком громоздкими. Поэтому в сентябре 1942 года были сформированы четыре (от 1-й до 4-й) горные бригады специального назначения, каждая имела по два полка, которые включали четыре батальона численностью 1000 человек каждый, конную и пулемётную роты, артиллерийский взвод с двумя пушками, 16 лёгких и 16 тяжёлых пулемётов и шесть миномётов. Также были созданы два добровольческих полка и мобильная бригада жандармерии. Однако к ноябрю 1942 года партизаны заняли Северную Боснию, а хорваты смогли удержать за собой лишь основные города и пути сообщения, оставив сельскую местность. В конце мая-июне 1942 г. фельдмаршал Славко Кватерник заключил сепаратные соглашения с тремя четническими отрядами о совместных действиях против партизан. Соглашения, в частности, предусматривали, что семьи четников будут получать пособия в таком же размере, как семьи домобранов
В Хорватское домобранство также входила военная авиация, ВВС Независимого государства Хорватия (Zrakoplovstvo Nezavisne Države Hrvatske), костяк которой составляли 500 офицеров и 1600 унтер-офицеров бывших Королевских югославских ВВС из 125 самолётов. По данным на 1943 год ВВС НДХ насчитывали 9775 военнослужащих и были оснащены 295 самолётами. Небольшой флот был ограничен специальным договором с фашистской Италией. Флот состоял из нескольких речных судов, а с 1943 года и прибрежных патрульных катеров.
На протяжении 1943 года были образованы четыре егерских бригады (с 5-й по 8-ю), каждая из которых имела два полка, которые включали четыре батальона по 500 человек и артиллерийский взвод, специально оснащённый для гористой местности. Ополчение достигло своего максимального размера в конце 1943 года, когда оно насчитывало 130 000 бойцов. После итало-англо-американского перемирия в Кассибиле хорватский военно-морской флот был расширен, поскольку утратили силу ограничительные статьи 1941 года. Однако потеря даже столь ненадёжного союзника, как Италия, ослабила Хорватское государство.
К 1944 году хорватская армия имела в своём составе 90 000 человек, хотя только 20 000 были в составе фронтовых боевых частей, состоявших из трёх горных, четырёх егерских и восьми гарнизонных бригад и Первой учебной дивизии новобранцев.

## Командная структура
Хорватское домобранство находилось под командованием Министерства хорватского ополчения, переименованного в 1943 году в Министерство вооружённых сил (MinOrS). Министрами были:
- Славко Кватерник (1941—1942)
- Вылко Бегич (в. о., 1942—1943)
- Мирослав Навратил (1943—1944)
- Анте Вокич (1944)
- Никола Штайнфель (1944—1945)

Формирование также имело свой Генеральный штаб. Должность Начальника Генерального штаба занимали:
- Владимир Лакса (1941—1942)
- Иван Прпич (1942—1943)[15]
- Фёдор Драгойлов

Славко Кватерник был обладателем звания войсководы — высшего воинского звания в НГХ, которое было присвоено ему 15 апреля 1941 года Анте Павеличем.

## Слабые стороны и случаи дезертирства

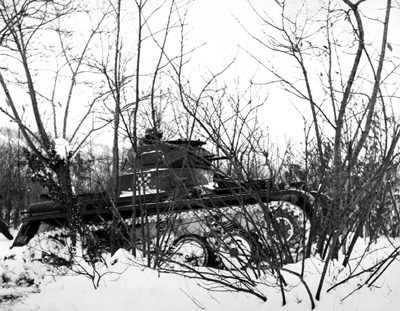
Хорватский лёгкий танк Pz.Kpfw. I Ausf. B немецкого изготовления. НДХ располагала широкой линейкой лёгких танков и бронемашин немецкого, итальянского, французского и даже польского происхождения для боевых действий на Югославском фронте в 1941—1945 гг.

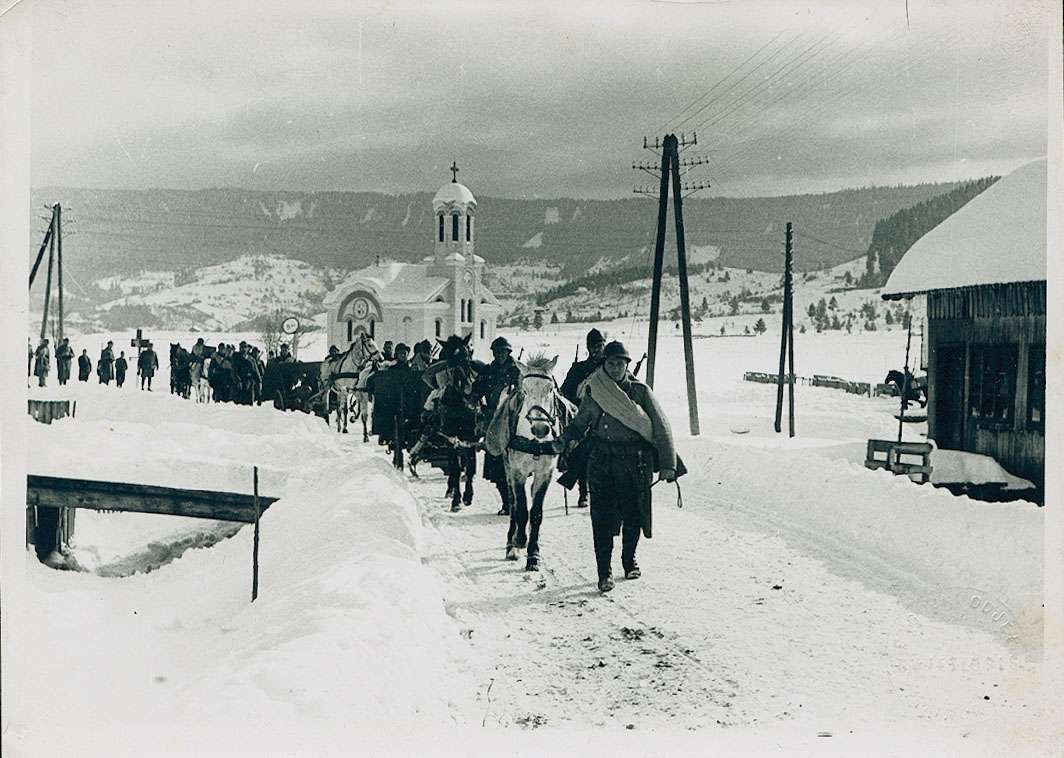
Колонна домобранства, зима 1942 года

Несмотря на то, что Хорватские силы самообороны были лучше вооружены и имели лучшее материально-техническое обеспечение и инфраструктуру изо всех местных военных образований на Балканах времен Второй Мировой войны, они так и не смогли стать действенной боевой силой по целому ряду причин.
Одной из причин была хроническая нехватка артиллерии и тяжёлого оружия, несмотря на неоднократные обещания Германии и Италии исправить ситуацию. Другой, непосредственной причиной было отсутствие профессиональных офицеров. Хотя изначально значительное количество этнических хорватских офицеров из старой югославской армии вступило в Хорватские силы самообороны — при этом большинство из них не совсем добровольно, — новый режим усташей относился к ним с недоверием. Зато высший командный состав набирался из якобы надёжных бывших австро-венгерских офицеров. Это были люди старших возрастов, отставники, мало знакомые с современным ведением войны. Власти НГХ пытались исправить ситуацию путём создания офицерских школ и подготовки младшего офицерского состава в Италии и Германии, но последствия этой политики проявились слишком поздно, чтобы повлиять на исход войны.
Другой, практической причиной было соперничество между Хорватским домобранством и Милицией усташей (хорватский Ustaška vojnica) — не столь многочисленным, но весьма надёжным военным формированием. Эти два формирования никогда должным образом не взаимодействовали, а Милиция постепенно отнимала у Домобранства ресурсы, которые все более сокращались.
Третья и, возможно, самая важная причина — это постепенное снижение поддержки режима усташей среди этнических хорватов. Сначала это было вызвано (якобы) отказом Павелича от Далмации в пользу Италии (но после событий в Кассибиле Далмация была воссоединена с НГХ). Кроме того, не всех вдохновляла перспектива использования германцами войск хорватской самообороны на Восточном фронте — повтор болезненного опыта Первой мировой войны. Деструктивный процесс активизировался после того, как шансы государств Оси, а с ними и НГХ, проиграть войну становились все определённее.
Ещё в 1941 в ряды Хорватского домобранства проникли группы сопротивления. Партизаны, опиравшиеся на идеологию несектантского типа и предполагавшие хорватскую государственность в рамках своей платформы, более успешно проникали в Хорватские силы самообороны, чем четники. Хорватские партизанские командиры отзывались о Домобранстве как о «базе снабжения» в связи с тем, что его личный состав был надёжным источником оружия, боеприпасов, предметов общего назначения и данных разведки.

## Заключительные этапы
Вслед за капитуляцией Италии в сентябре 1943 года и первыми поставками помощи от западных союзников военная обстановка в Югославии начала ещё стремительнее изменяться в пользу партизан. К середине 1944 немало военнослужащих и подразделений Сил самообороны начали открыто переходить на сторону партизан, что привело к нескольким случаев массового дезертирства, которое включало части величиной с батальон и некоторое количество самолётов ВВС НГХ. В ноябре 1944 бегство и дезертирство, а также переход в бригады усташей или в 369-ю, 373-ю и 392-ю дивизий Хорватского легиона (пехотные дивизии вермахта с хорватским личным составом под командованием немецких кадровых офицеров) сократил размер Хорватского домобранства до 70 000 человек против максимальных 200 000 в декабре 1943 года.

## Объединение в Хорватские вооружённые силы

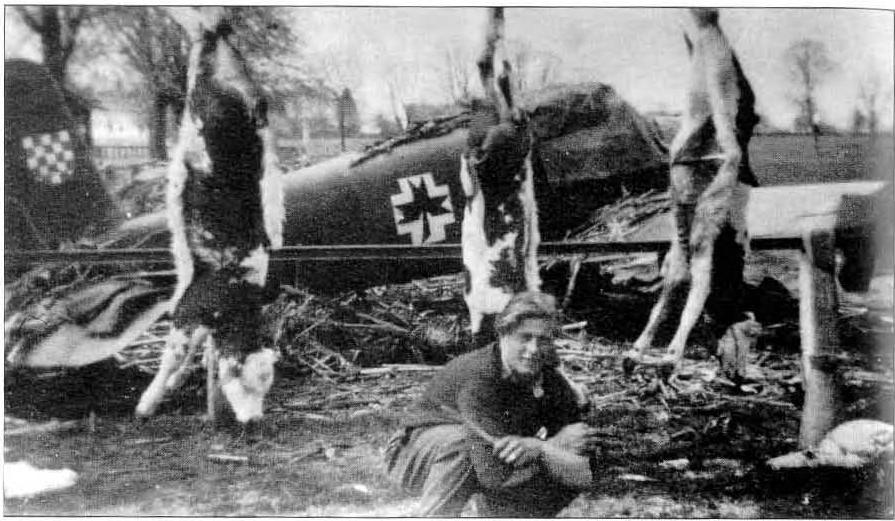
Сбитый самолёт хорватских ВВС, 1944 год

Военный флаг Независимого государства Хорватия в 1944—1945 гг.

Правительство НДХ под сильным давлением Германии отреагировало на это, формально объединив Хорватское домобранство и Милицию усташей. Назначены новые и надёжные офицеры, введены драконовские меры по усилению дисциплины и предотвращению дальнейшего дезертирства. В результате к маю 1945 Вооружённые силы НДХ в целом насчитывали 200 000 человек.
Армию Независимого государства Хорватии реорганизовали в ноябре 1944 года, объединив подразделения усташей и Хорватские силы самообороны в 18 дивизий, включая 13 пехотных, две горные, две штурмовые и одну резервную, каждая со своей собственной артиллерией и другими подразделениями обеспечения. Было также несколько бронетанковых частей. С начала 1945 года хорватские дивизии были распределены по разным немецким корпусам, а к марту 1945 они держали Южный фронт. Тылы обеспечивала хорватская жандармерия (хорв. Hrvatsko Oružništvo) в составе около 32 000 человек, разделённая на 5 добровольческих полков полиции плюс 15 отдельных батальонов, оснащённых стандартным оружием лёгкой пехоты, включая миномёты.
ВВС Независимого государства Хорватия и подразделения Хорватского авиационного легиона (Hrvatska Zrakoplovna Legija), переброшенные с Восточного фронта, обеспечили определённый уровень поддержки с воздуха (штурмовой, истребительной и транспортной) до мая 1945 года, противостоя, а иногда и разбивая самолёты противников — ВВС Британии, США и СССР. Хотя 1944 оказался губительным для ВВС НГХ, принеся потери самолётов в размере 234, в первую очередь на земле, военная авиация НДС вступила в 1945 год с 196 машинами. Чтобы заменить потери, в первые месяцы 1945 года происходили дальнейшие поставки новых самолётов из Германии. В апреле 1945 отмечены последние поставки современных немецких истребителей Мессершмитт 109 G и K, и по состоянию на апрель 1945 года ВВС НДХ все ещё располагали 176 самолётами.
К концу марта 1945 хорватскому армейскому командованию стало очевидно, что, хотя фронт и остался незыблемым, они в конце концов будут побеждены из-за полного отсутствия боеприпасов. По этой причине было принято решение отступить в Австрию, чтобы сдаться британским войскам, которые наступали на север из Италии.

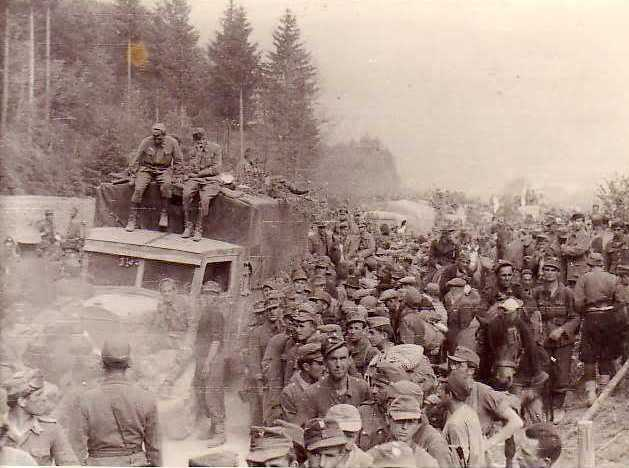
Остатки хорватских вооружённых сил в Австрии

Наконец, 6 мая 1945 года, когда германская армия почти полностью отступила с Балкан, хорватское правительство покинуло Загреб. Остатки хорватских вооружённых сил (около 200 тысяч человек) отступили в Австрию. Они это сделали между 15 и 17 мая в Блайбурге, оставшись фактически последним и самым верным союзником Германии, которая уже сама успела к этому времени капитулировать. Англичане же, несмотря на заверения высших хорватских офицеров, что их отступление в Австрию является «исходом хорватского народа», практически сразу же возвратили всех хорватов вместе с представителями других югославских народов, воевавших против Тито, обратно в Югославию, где многие из них нашли свою смерть.
Однако не все соединения хорватских вооружённых сил мирно сложили оружие. Только 15 мая 1945 года НОАЮ удалось ликвидировать в районе Словенградца последнюю немецко-хорватскую группу, которая пыталась прорваться на Запад.

## Воинские звания
| Воинское звание                                         | Перевод                                             | Погоны | Петлицы |
| Vojskovođa                                              | Войсковода (Фельдмаршал)                            |        |         |
| General Pješaštva General Topništva General Konjaništva | Генерал пехоты Генерал артиллерии Генерал кавалерии |        |         |
| Podmaršal                                               | Генерал-лейтенант                                   |        |         |
| General                                                 | Генерал-майор                                       |        |         |
| Pukovnik                                                | Полковник                                           |        |         |
| Podpukovnik                                             | Подполковник                                        |        |         |
| Bojnik                                                  | Майор                                               |        |         |
| Nadsatnik                                               | Старший капитан                                     |        |         |
| Satnik                                                  | Капитан                                             |        |         |
| Natporučnik                                             | Лейтенант                                           |        |         |
| Poručnik                                                | Второй лейтенант                                    |        |         |
| Zastavnik                                               | Первый зауряд-офицер                                |        |         |
| Časnički namjesnik                                      | Второй зауряд-офицер                                |        |         |
| Stožerni Narednik                                       | Старший сержант                                     |        |         |
| Narednik                                                | Сержант                                             |        |         |
| Vodnik                                                  | Младший сержант                                     |        |         |
| Razvodnik                                               | Капрал                                              |        |         |
| Desetnik                                                | Младший капрал                                      |        |         |
| Domobran                                                | Рядовой                                             |        |         |

## Домобранство в современной Хорватии

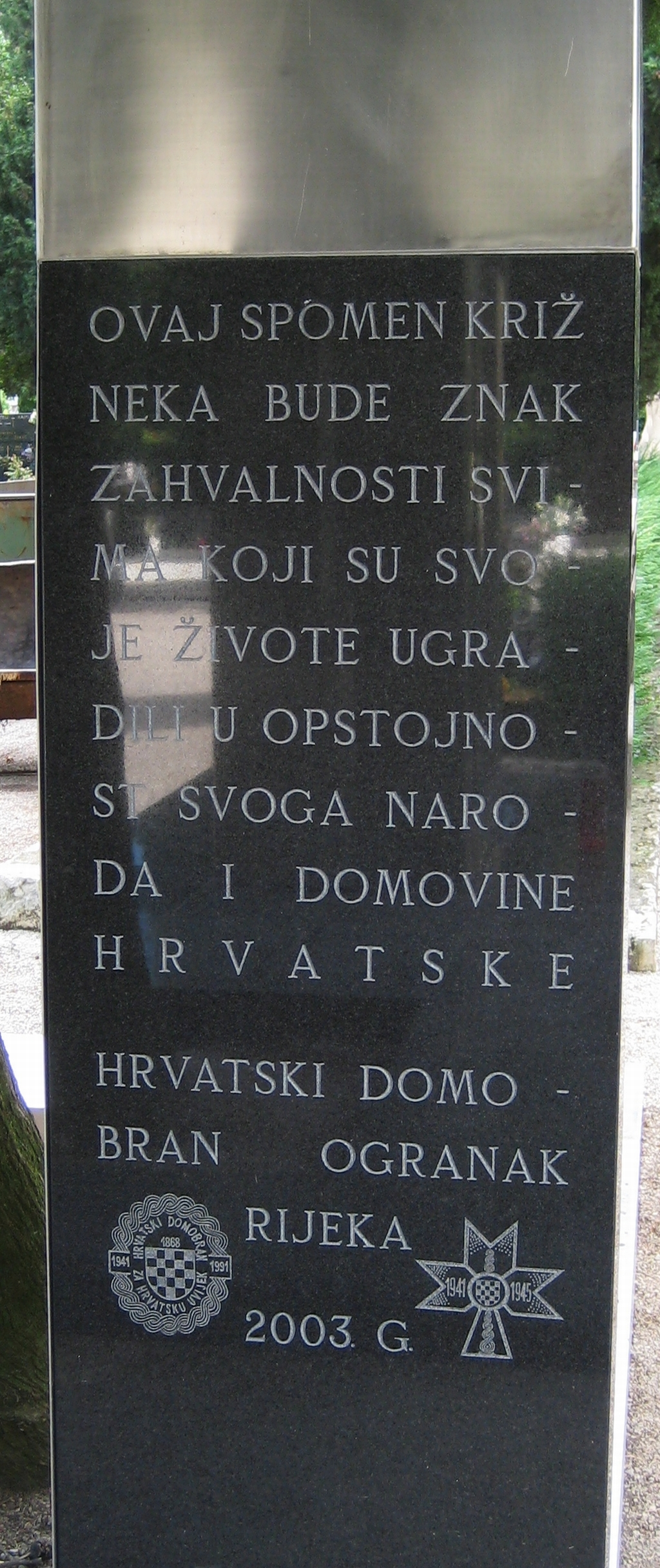
Мемориал, открытый в пригороде Риеки Трсате в 2003 году

Когда в ходе Югославских войн Хорватия обрела независимость, новая власть во главе с ультранационалистом Франьо Туджманом приступила к реабилитации домобранства.
Домобранство, ранее воспринимаемое как войско коллаборационистов и предателей, теперь по воле официальной пропаганды воспевается как символ хорватской государственности и воинской доблести, опираясь на историю «Королевского хорватского домобранства» (хорв. Kraljevsko Hrvatsko Domobranstvo). Само название «домобраны» воспринимается современными хорватскими националистами как олицетворение «истинного хорватского солдата».
Реабилитация сотрудников с нацистами отражается не только в получении выжившими членами этого военного формирования пенсий и других государственных выплат и льгот. В ходе кампании исторического ревизионизма инвалиды войны из числа участников домобранства получили государственное признание в 1992, когда их приравняли к ветеранам партизанского движения. Домобраны также получили признание от правительства за помощь «в утверждении демократической Республики Хорватия».
Во время военной реформы в годы войны 1990-х годов в Хорватии часть армейских бригад была переформирована в домобранские полки (хорв. Domobranska pukovnija). Своей структурой такой полк копировал стандартную легкопехотную бригаду Югославской народной армии.

## Комментарии
1. ↑  Восстанием руководил Военный комитет КПЮ во главе с Иосипом Броз Тито, образованный на подпольном заседании ЦК КПЮ (Загреб, апрель 1941 г.) — по данным БСЭ[5], вопрос о сотрудничестве коммунистов с четниками был решён в мае 1941 года. В течение первых 4—5 месяцев, вплоть до разрыва между партизанами и четниками в Сербии, — почти все четники и сербские националистические группы в Восточной, Центральной и Северо-Западной частях Боснии участвовали в июльском восстании 1941 года и кооперировались с партизанами. — Ivan Bajlo. Collaboration with NDH. 1999.